# Asienspiele 2014/Triathlon
Bei den Asienspielen 2014 in Incheon, Südkorea wurden am 25. und 26. September 2014 drei Wettbewerbe im Triathlon ausgetragen, jeweils einer für Frauen und Männer sowie ein gemischter Teamwettbewerb.

## Männer
| Platz | Land | Athlet           | Zeit (h) |
| ----- | ---- | ---------------- | -------- |
| 1     | JPN  | Yuichi Hosoda    | 1:49:11  |
| 2     | JPN  | Hirokatsu Tayama | 1:49:24  |
| 3     | CHN  | Bai Faquan       | 1:49:41  |

Der Wettkampf fand am 25. September statt.

## Frauen
| Platz | Land | Athletin      | Zeit (h) |
| ----- | ---- | ------------- | -------- |
| 1     | JPN  | Ai Ueda       | 2:01:47  |
| 2     | JPN  | Juri Ide      | 2:03:07  |
| 3     | CHN  | Wang Lianyuan | 2:03:13  |

Der Wettkampf fand am 25. September statt.

## Mixed
| Platz | Land | Athleten                                         | Zeit (h) |
| ----- | ---- | ------------------------------------------------ | -------- |
| 1     | JPN  | Yuka Sato Hirokatsu Tayama Ai Ueda Yuichi Hosoda | 1:17:28  |
| 2     | KOR  | Jeong Hye-rim Heo Mi-ho Kim Gyu-ri Kim Ji-hwan   | 1:18:39  |
| 3     | CHN  | Xin Lingxi Duan Zhengyu Huang Yuting Bai Faquan  | 1:19:16  |

Der Wettkampf fand am 26. September statt.